# المعصرة (ميت غمر)
قرية المعصرة هي إحدى القرى التابعة لمركز ميت غمر في محافظة الدقهلية بجمهورية مصر العربية. حسب إحصاءات سنة 2006، بلغ إجمالي السكان في المعصرة وكفورها 5756 نسمة، منهم 3055 من الذكور و2701 من الإناث.

## التاريخ
قرية المعصرة من القرى القديمة، حيث وردت باسم «المعيصرة» في أعمال الشرقية ضمن قرى الروك الناصري التي أحصاها ابن الجيعان في كتاب «التحفة السنية بأسماء البلاد المصرية»، وقال ابن الجيعان أنها من كفور صهرجت الكبرى. وفي العصر العثماني وردت باسم «المعيصرة» في التربيع العثماني الذي أجراه الوالي العثماني سليمان باشا الخادم في عصر السلطان العثماني سليمان القانوني ضمن قرى ولاية الدقهلية، وفي تاريخ 1228هـ/1813م الذي عدّ قرى مصر بعد المسح الذي قام به محمد علي باشا باسم «المعصرة» ضمن قرى مديرية الدقهلية.